# Magdalena de Kino
Magdalena de Kino este un municipiu în statul Sonora, Mexic.